# Eubostrichus parasitiferus
Eubostrichus parasitiferus är en rundmaskart som beskrevs av Benjamin G. Chitwood 1936. Eubostrichus parasitiferus ingår i släktet Eubostrichus och familjen Desmodoridae. Inga underarter finns listade i Catalogue of Life.